# Созвездие-Йолдызлык
«Созвездие-Йолдызлык» — ежегодный открытый телевизионный молодёжный фестиваль эстрадного искусства, проводимый в Республике Татарстан.

## История
Фестиваль основан в 1998 году. Основными целями мероприятия являются сохранение духовных ценностей, популяризация здорового образа жизни среди молодёжи, формирование активной гражданской позиции и создание условий для творческой самореализации.

## Награды
- (2007)

## История
В 1998 году по инициативе Дмитрия Туманова — драматического актера, режиссера, председателя казанского объединения творческих работников «АРТИАС» при поддержке единомышленников создано фестивальное движение красоты и таланта «Созвездие».
Новый виток развития фестивальному движению дал I Форум гражданских организаций (гражданский форум), состоявшийся в ноябре 2001 года. На нем Президент России Владимир Путин заявил, что власть заинтересована в укреплении институтов гражданского общества, равноправном диалоге между обществом и государством.
С 2010 года фестиваль проходит под патронажем Президента Республики Татарстан Рустама Минниханова.
«Созвездие-Йолдызлык» стало первым молодежным движением, которое проходит под патронатом ЮНЕСКО.
Фестиваль является лауреатом Республиканской премии имени Мусы Джалиля (2007), премии Правительства Российской Федерации в области культуры (2010).

## Ссылка
- Официальный сайт фестиваля.